# SSAK3
SSAK3 (tiếng Hàn: 싹쓰리, Romaja: ssagsseuli, cách điệu SSAK3) là một nhóm nhạc nam nữ dự án mùa hè được sản xuất bởi chương trình thực tế Hangout with Yoo của MBC. Họ bao gồm 3 thành viên có sử dụng nghệ danh lần lượt là Yoo Jae-suk (U-Doragon), Lee Hyo-ri (Linda G) và Bi Rain (B-Ryong). Họ chính thức ra mắt trên chương trình Show! Music Core vào ngày 25 tháng 7 năm 2020 cho đến khi thông báo kết thúc nhóm nhạc dự án vào ngày 15 tháng 8 năm 2020.

## Lịch sử
Năm 2020, chương trình thực tế Hangout with Yoo của MBC cho ra mắt một nhóm nhạc hỗn hợp nam nữ mang tên SSAK3 do Yoo Jae-suk thành lập (với Lee Hyori và Rain). Vào ngày 31 tháng 7 năm 2020, MBC đã tuyên bố rằng số tiền thu được từ việc bán album của SSAK3 sẽ được quyên góp cho các tổ chức từ thiện.

## Thành viên
- Chú thích: in đậm là nhóm trưởng

| Nghệ danh | Nghệ danh | Tên khai sinh | Tên khai sinh | Tên khai sinh | Tên khai sinh  | Ngày sinh        | Nơi sinh            | Quốc tịch |
| Latinh    | Hangul    | Latinh        | Hangul        | Hanja         | Hán Việt       | Ngày sinh        | Nơi sinh            | Quốc tịch |
| --------- | --------- | ------------- | ------------- | ------------- | -------------- | ---------------- | ------------------- | --------- |
| U-Doragon | 유두래곤  | Yoo Jae-suk   | 유재석        | 劉在錫        | Lưu Tại Tích   | 14 tháng 8, 1972 | Seoul, Hàn Quốc     | Hàn Quốc  |
| Linda G   | 린다G     | Lee Hyo-ri    | 이효리        | 李孝利        | Lý Hiếu Lợi    | 10 tháng 5, 1979 | Cheongwon, Hàn Quốc | Hàn Quốc  |
| B-Ryong   | 비룡      | Jung Ji-hoon  | 정지훈        | 鄭智薰        | Trịnh Trí Huân | 25 tháng 6, 1982 | Seosan, Hàn Quốc    | Hàn Quốc  |